# 弗朗索瓦·密特朗图书馆站 (巴黎地铁)
弗朗索瓦·密特朗圖書館站（法語：Bibliothèque François Mitterrand）是巴黎地鐵和區域快鐵的一個車站。弗朗索瓦·密特朗圖書館站得名於法國前總統弗朗索瓦·密特朗，並服務法國國家圖書館新館地區和巴黎第七大學。弗朗索瓦·密特朗圖書館站是巴黎地鐵14號線和大區快鐵C線的車站，開通於1998年10月5日。

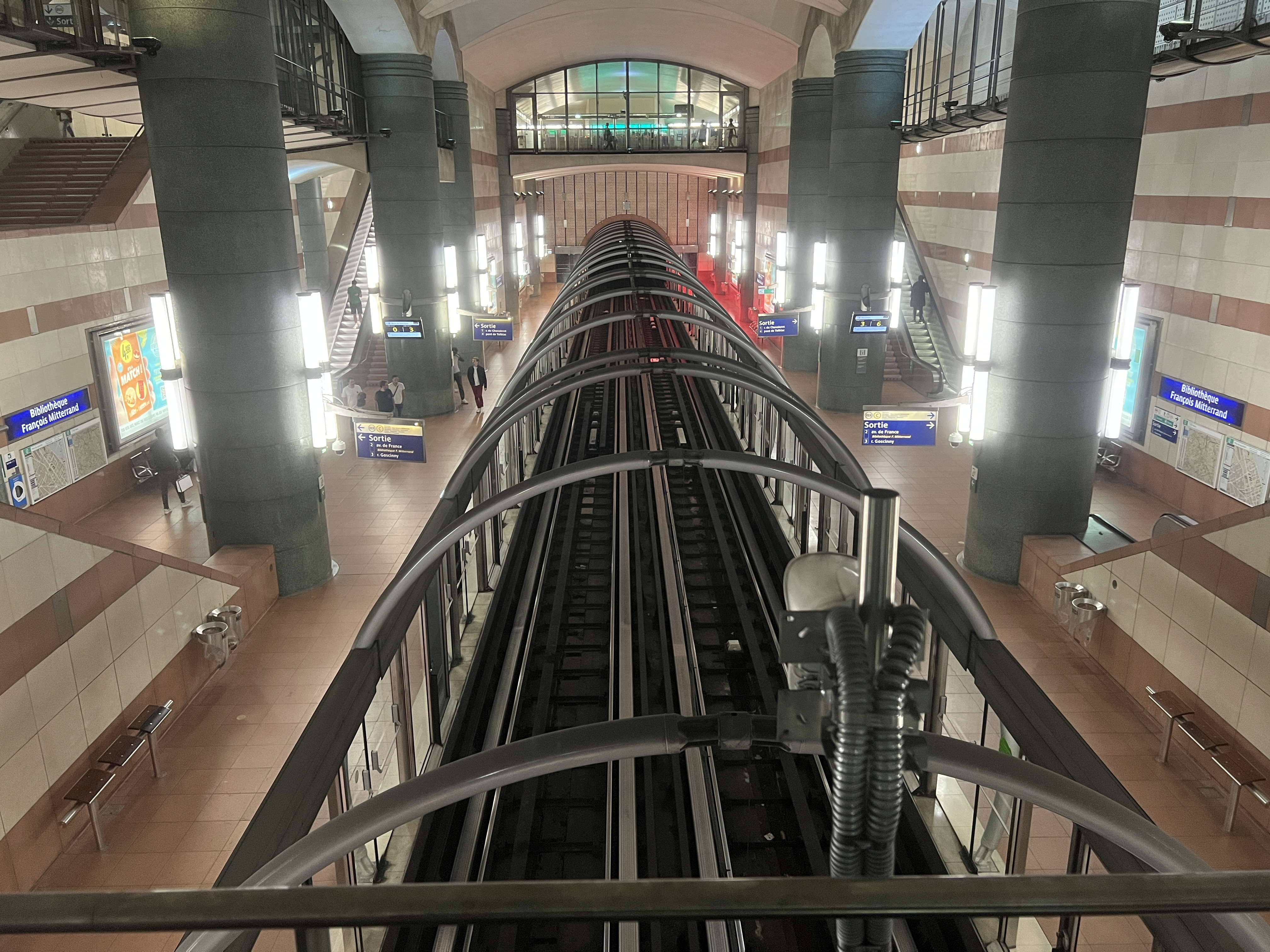
月台（2022年7月）

## 車站結構
| G  | 地面層                           | 出入口                           |
| B1 | 夾層                             | 往出入口                         |
| B2 | 設有月台幕門的側式月台，右側開門 | 設有月台幕門的側式月台，右側開門 |
| B2 | 北行                             | 往聖旺市政府（聖埃米利昂庭院）   |
| B2 | 南行                             | 往奧林匹亞德（總站）             |
| B2 | 設有月台幕門的側式月台，右側開門 |                                  |